# Майк Хаммер

«Слушай сюда, козлина, передай Каннингему и тому, другому чмошнику, чтобы быстро везли Джоан сюда, иначе я их обоих урою! Что!? Да я их прикончу, даже если мне на карачках ползти придётся!»Иллюстрация Эда Роббинса к ранним комиксам о приключениях популярного сыщика. Хаммер не стесняется использовать бранные выражения, и угрожать человеку, которым недоволен

Ма́йк Ха́ммер (англ. Mike Hammer) — вымышленный нью-йоркский частный детектив, герой произведений американского детективного писателя Микки Спиллейна и их многочисленных экранизаций. Архетипичный «жёсткий мужик», женоненавистник и американский «джинго», склонный к излишней жестокости и вспышкам немотивированной агрессии и ненавидящий всё интеллектуальное, кроме своей секретарши.
Среди главных героев произведений детективного жанра Хаммер является полной противоположностью по-рыцарски благородному Филипу Марлоу и до аморальности бесстрастному Сэму Спейду — хладнокровным и высокоинтеллектуальным персонажам нуара из произведений Рэймонда Чендлера и Дэшила Хэммета. По словам знатока американской литературы профессора Л. Гурко: «Жёсткий мужик в его наиболее брутальных формах — герой, созданный Хемингуэем, затем усилиями Хэммета и Чендлера лишённый своего благородства и какого-либо человеческого достоинства, — наконец воплотился в Майке Хаммере — садистском монстре, созданном Микки Спиллейном». В джунглях больших городов Хаммер борется с гангстерами гангстерскими методами, с патологическим наслаждением применяя насилие и жестокость, собственноручно истязая свои жертвы. Ему не нужна судебная система — он сам себе закон, следователь, судья и палач.
Трансформации типажа, однако, на этом не закончились, и именно Хаммер послужил прототипом для крутых полицейских, таких, как Гарри Каллахан, и народных мстителей вроде Пола Керси.
В 1961 году семь из пятнадцати самых многотиражных бестселлеров XX века были романами Спиллейна (шесть из семи — книги о Майке Хаммере). В 1968 году это число составляло семь из двадцати пяти). Спиллейн по этому поводу лишь констатировал: «Всё, что мне известно о моей популярности как писателя, так это то, что я один из пяти самых переводимых авторов на свете, наряду с Толстым, Горьким, Жюлем Верном и кем-то там ещё».

## Биография персонажа

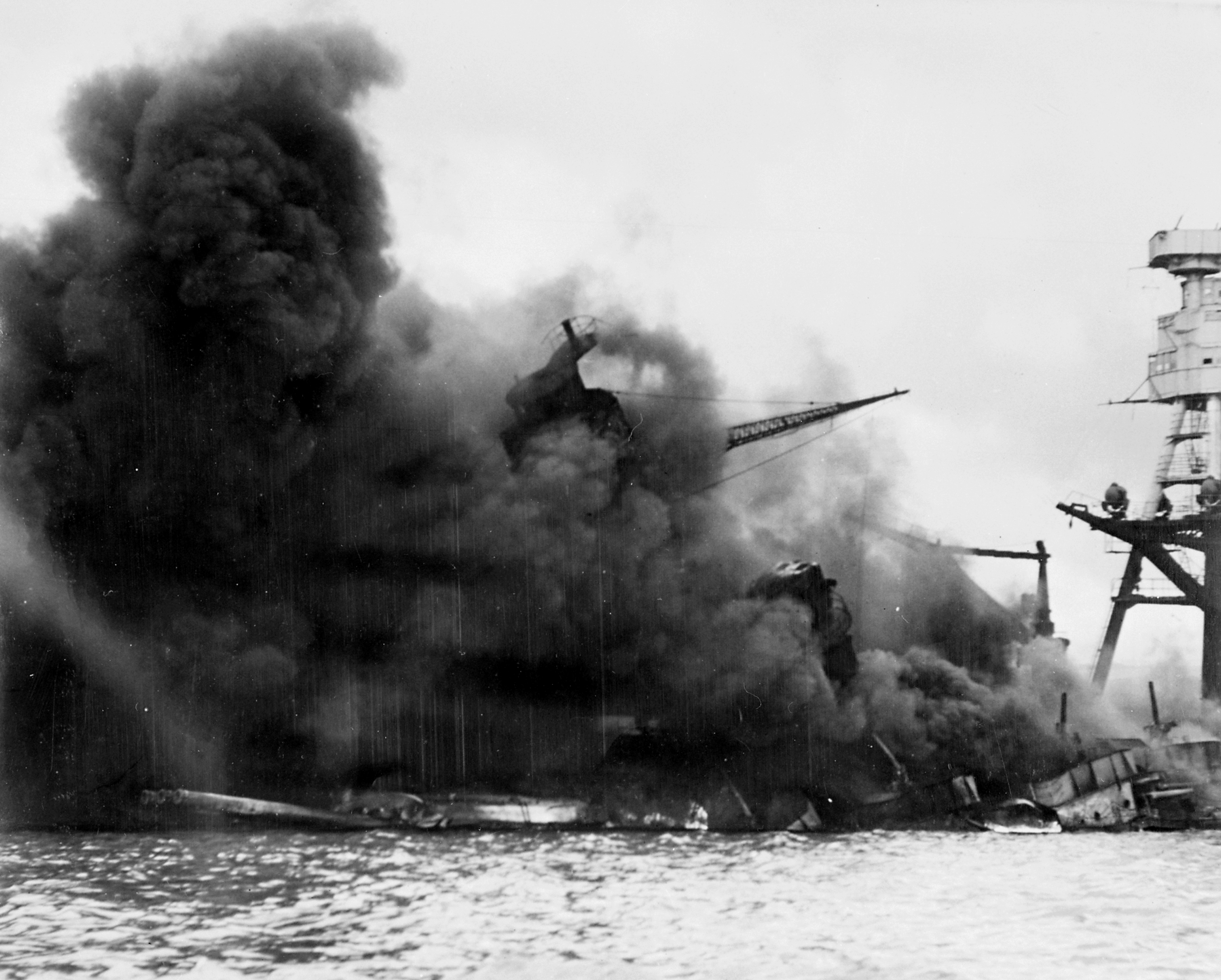
Нападение на Перл-Харбор

Полная биография Хаммера не оглашается ни в одном из романов, однако отдельные её фрагменты были собраны поклонниками творчества М. Спиллейна из всех книг серии. В систематизированном виде биография Хаммера известна благодаря профессору Питтсбургского университета Роберту Гейлу, опубликовавшему её в своей книге-путеводителе по произведениям Спиллейна.
Майкл Хаммер — бывший нью-йоркский полицейский. В романе «Мой револьвер быстр» Майкл сообщает, что он — коренной нью-йоркский житель, родился и вырос в исторической части Нью-Йорка, а также сообщает читателям номер квартиры, в которой жил (9-D), улицу при этом не называет. Себя Хаммер характеризует как мизантропа. Детективную деятельность Майкл (он же Майк) начал в 1939 или в 1940 году, и некоторое время руководил детективным агентством «Детективное агентство Хаммера» (англ. Hammer Investigating Agency). Вскоре после нападения японцев на Пёрл-Харбор и вступления Соединённых Штатов в войну он был призван в армию, прошёл курс подготовки к ведению боевых действий в пустыне, после чего был направлен для прохождения дальнейшей службы на тихоокеанский фронт. В первой книге «Суд — это я» Майк упоминает эти этапы своей биографии, в частности, рассказывает, что провёл два года в джунглях, воюя с японцами. Майк участвовал в боевых действиях, в ходе которых его сослуживец, а впоследствии компаньон, Джек Уильямс спас ему жизнь, сам при этом лишился руки. В отличие от другого персонажа нуара Сэма Спейда, Хаммер более сентиментален и ценит мужскую дружбу, поэтому, когда по возвращении в Штаты Джека в ходе одного из его расследований ранят выстрелом в живот, после чего Джек умирает в долгих мучениях, Майк клянётся, что найдёт убийцу. Он обещает, что расправится с ним тем же самым образом, чтобы внутренности мерзавца разворотило и он умер в страшных муках.

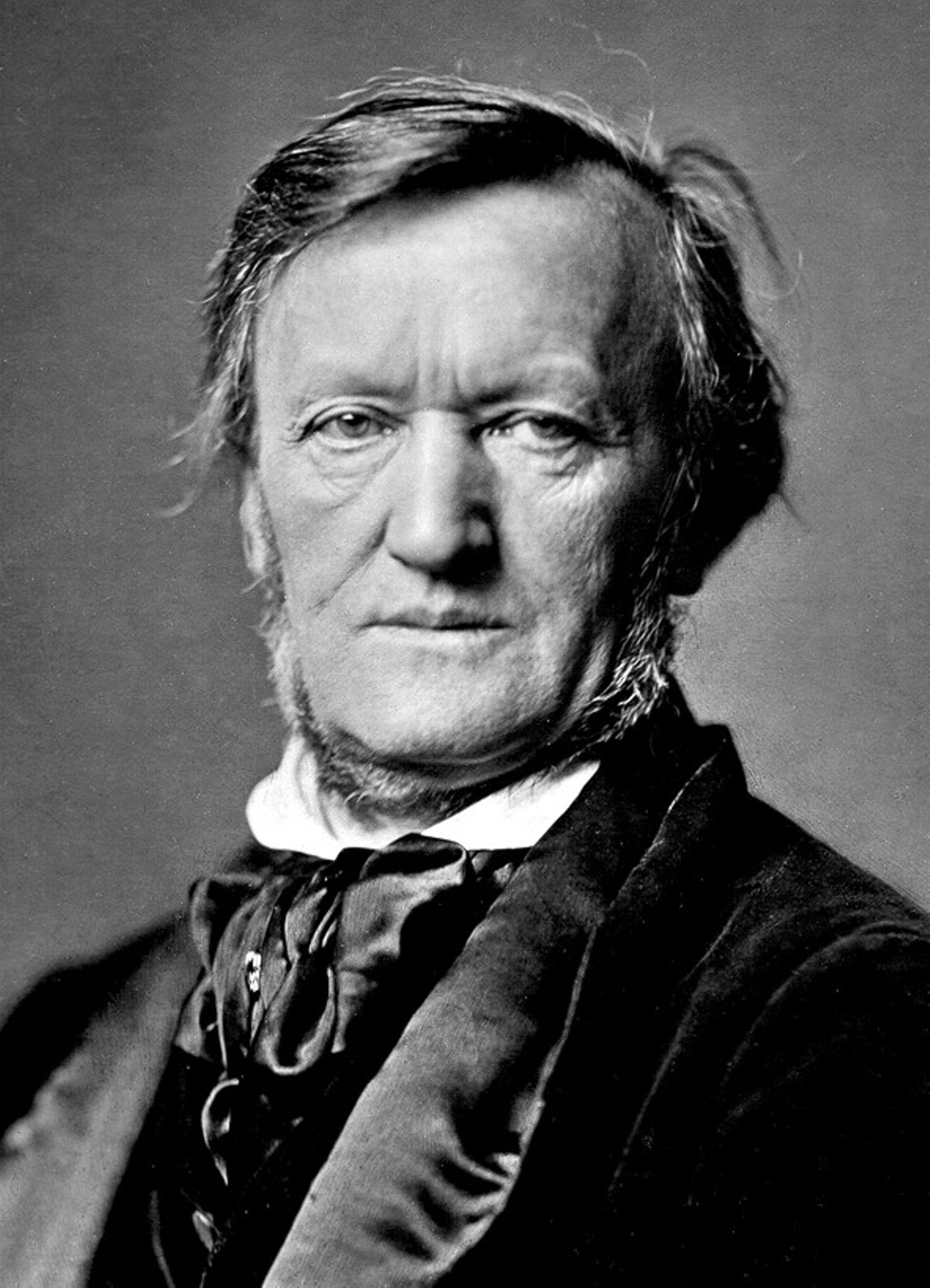
Рихард Вагнер — любимый композитор Хаммера

В 1944 году Майк, прибыв обратно в Штаты, возвращается к детективной работе. Он вновь открывает агентство. Оно располагается в двухкомнатной квартире № 808 здания «Хаккард». В том же 1944 году он нанимает симпатичную секретаршу Вельду, в годы войны работавшую в Управлении стратегической разведки и так же, как и Майк, имеющую лицензию на занятие частной детективной деятельностью. В дальнейшем Вельда выступает чем-то вроде мозгового центра их агентства, так как сам Майк к аналитической деятельности явно не предрасположен.
Детективная деятельность Майка приходится на послевоенные годы, затем начинается период Холодной войны и американской войны во Вьетнаме. Майк уверен в правильности государственной политики США.
Детали и интерьер его конторы были собраны воедино благодаря писателю Роберту Аллену Бейкеру и криминологу Майклу Нитцелю. Контора Хаммера представляет собой квартиру, переоборудованную под офис: в прихожей размещён секретарский стол с пишущей машинкой, антикварная скамья и два стула для приходящих клиентов. Кабинет Майка имеет следующий интерьер: затёртый стол с обтянутым кожей стулом на шарнире, картотека, новостная доска, настольная лампа, используемая в качестве тайника для наиболее важных бумаг, кожаный диван и таз с водой: Майк был настолько предан своей работе, что жил в офисе.
В романе «Чёрная аллея» Хаммер сообщает, что на протяжении долгих лет является поклонником творчества Вагнера. Обсуждая однажды питейные предпочтения своего творения, Спиллейн признался, что Майк пьёт пиво и не пьёт коньяк, потому что сам писатель не мог произнести этого французского слова.

## Внешний вид
Внешний вид Хаммера описать сложно, так как о своих похождениях Майк повествует от первого лица. Спиллейн сознательно не детализировал его внешность в романах, чтобы читатель представлял себя в роли главного героя. Осенью 1979 года Спиллейн сказал в интервью журналу «Кабинетный детектив», что специально в деталях описывал клиентов и клиенток Майка и противостоящих ему персонажей, при этом никогда не описывая самого Хаммера, — это было сделано им для пущей популярности литературной серии. По его словам, секрет успеха состоит в том, что литературный герой должен быть продуктом воображения самого читателя, а не навязываться кем-либо.
Ведущая Национального общественного радио США Терри Гросс в ходе интервью со Спиллейном спросила, как Хаммер изменился внешне за сорок лет литературного существования. Спиллейн ответил, что Майк никак не изменился и не изменится. Спиллейн пояснил, что не может измениться то, чего у Хаммера никогда не было, — внешний облик.

## История появления персонажа
Написанием приключенческих историй для журналов Спиллейн занялся вскоре после окончания средней школы. После того, как он был исключён из колледжа и сменил несколько профессий, Спиллейн решил работать над сюжетами для публикации в журналах комиксов.
В годы Второй мировой войны он был призван на службу в авиацию, где получил квалификацию пилота-истребителя. Служил в должности инструктора, обучая молодых лётчиков. К окончанию войны, даже несмотря на то, что он писал и публиковал больше работ, чем другие авторы, его доходы не росли. Точно так же его инновации, разработка собственного стиля компоновки фрагментов комикса, — даже всё это в совокупности не могло обеспечить ему стабильный заработок. Именно из финансовых соображений Спиллейн начал писать свой первый роман — «Суд — это я», положивший начало серии произведений о приключениях частного детектива Майка Хаммера.
Комиксоведами было установлено, что Майк Хаммер изначально был задуман Спиллейном как персонаж комиксов, и звали его тогда не Хаммер, а Денжер (англ. Mike Danger). Согласно известному американскому писателю-детективисту Эвану Льюису, Спиллейн написал несколько коротких рассказов о приключениях Майка Денжера, а художник Майк Рой по их мотивам создал комиксы. Тем не менее, никого из издателей не заинтересовал ни сам персонаж, ни рассказы о нём.
Если возвратиться к ещё более раннему периоду, то и Майк Денжер был производным от другого неудавшегося спиллейновского персонажа — Майка Лэнсера (англ. Mike Lancer), созданного им для издательства комиксов Harvey Comics в 1942 г. В материальном плане ситуация для Спиллейна обстояла следующим образом: после демобилизации в 1946 году Спиллейн вернулся в Нью-Йорк, где жил на съёмной квартире со своей женой Мэри Энн Спиллейн. Его сбережений, накопленных за все предыдущие годы, хватило, чтобы купить участок земли в Ньюбурге, в часе езды от Нью-Йорка, но на этом его накопления закончились, и у него не было денег даже для того, чтобы закупить дешёвые стройматериалы.
В конце концов отчаявшийся Спиллейн сменил имя персонажа на Хаммер и написал роман «Суд — это я». Рукопись он показал некоторым своим соседям и знакомым, мнение которых было единогласно — к такой литературе в издательствах даже прикасаться не станут. Однако в одних только США роман разошёлся тиражом в шесть с половиной миллионов экземпляров и сделал Спиллейна всемирно известным писателем.
За двадцать лет до появления Майка Хаммера на страницах американских комиксов геройствовал бесшабашный сыщик Рейс Уильямс, которого многие комиксоведы склонны считать предтечей Хаммера. Об этом пишут американский писатель-конспиролог Роберт Аллен Бейкер и криминолог, проректор Кентуккского университета, доктор Майкл Нитцель. Литературовед Тони Спарафусиль в предисловии к книге о приключениях Уильямса «Убийство с Востока» написал, что если Ниро Вульф был внебрачным сыном Шерлока Холмса и Ирэн Адлер, то Майк Хаммер — это внебрачный сын Рейса Уильямса и его «немезиды» Флоренс Драммонд. «Прямым потомком» Уильямса называет его британский писатель Майк Эшли.
Анализируя сходство Хаммера и Уильямса, профессор Колумбийского университета Льюис Мур отмечал, что они оба — нью-йоркские частные детективы «без прошлого». Если выражаться точнее, прошлое у них есть, но оно не повлияло на их жизненный выбор, и их литературные приключения начинаются с собственно детективной деятельности, а не с ранних этапов биографии (в отличие от ряда других персонажей детективного жанра). У обоих есть твёрдая убеждённость в собственной непогрешимости и отсутствие критического отношения к своим совершённым ранее поступкам. Только если Уильямс гордится былыми деяниями и часто вспоминает о них, то Хаммер о них просто забывает. При этом они оба забывают о событиях, которые повлияли на дальнейшую их судьбу. Оба они болтливы по своей натуре. И Уильямс, и Хаммер вещают направо и налево о своих намерениях воздать кому-либо за совершенные этим кем-то уголовные проступки или моральные прегрешения, причём у Уильямса эти речи приобретают характер риторического приёма; конечным результатом оказывается то, что в его приключениях больше слов, чем дел. У Хаммера слова обычно не расходятся с делом, и повторять что-либо дважды ему не приходится. Разница между ними заключается и в смысловой нагрузке, содержащейся в высокопарных речах Уильямса, и вере в собственную богоизбранность как «бича Божия», нередко проскакивающей в мыслях Хаммера и позже переходящей в клятвы неминуемого отмщения за близких ему людей и частный самосуд. Хаммер при этом не настолько озабочен своей персоной, как Уильямс, однако оба они — сверхсамоуверенные и болтливые детективы, в противовес лаконичным и стоическим Сэму Спейду, Филипу Марлоу, Лью Арчеру и безымянному «Сотруднику». От названных персонажей их отличает и разница профессиональных подходов, ведь как Уильямс, так и Хаммер действуют, руководствуясь эмоциями и опираясь на грубую силу, а не на системный анализ и трезвый расчёт как у перечисленных персонажей-антиподов.
Исследователи и критики сходятся во мнении, что прототипом Майка Хаммера по сути своей является его создатель. «Как и все по-настоящему популярные писатели, Микки Спиллейн создал персонажа, импонировавшего широкой публике, — писал историк и публицист Александр Кустарёв. — Звали его героя Майк Хаммер, и он был, конечно, его alter ego. Таким видел себя на грязных, мокрых от вечного дождя, полутёмных улицах плебейского Нью-Йорка подросток Микки Спиллейн. „Лишний человек“, этакий Печорин в каменных джунглях. Герой нашего времени».

## Литературная серия
Цикл произведений о Майке Хаммере состоит из 13 книг, которые были написаны в период с 1947 по 1996 гг. За это время Спиллейн дважды делал продолжительный перерыв (1953—1962 гг. и 1970—1989 гг.) и дважды возвращался к писательской работе. В 1988 году российский искусствовед Вячеслав Шестаков не без сожаления отмечал, что среди наиболее популярных 30 бестселлеров США за последнее столетие 7 написал Спиллейн. Каждый из них распродан тиражом более, чем в 4 миллиона экземпляров. В этом плане конкурировать с романами Спиллейна по тиражу способны лишь книги доктора Спока и роман «Унесённые ветром» Маргарет Митчелл. Историк культуры, профессор истории Калифорнийского университета в Дэвисе Ролан Маршан обращает внимание на то, что Майк Хаммер со своими эскападами возмездия, фактически, переписал историю американского бестселлера, ведь до него книги, наполненные жестокостью и презрением к ближнему, не пользовались такой бешеной популярностью.
Спиллейн временно «бросил писать» в 1953 году, после выхода в свет самой популярной книги из «хаммеровского» цикла «Целуй меня страстно» (1952). На пике успеха он ушёл в частную жизнь, где нашлось место интересу к «Свидетелям Иеговы». Сам Спиллейн признавался, что отошёл от дел, потому что исчезла потребность в деньгах, и Майк канул в неизвестность на целых девять лет.
По мнению Коллинза, библейский тон пассажей действительно характерен для работ Спиллейна. В романе «Шанс выжить — ноль!» (1970) убеждённость Свидетелей Иеговы в неизбежности Армагеддона является подтекстом истории о глобальной катастрофе.
«Живучей ищейкой» называет Хаммера нью-йоркская писательница Микки Фридман, подразумевая литературный успех персонажа и его автора на протяжении нескольких десятилетий. Фридман также отмечает, что к 1989 году, к моменту выхода предпоследней книги из оригинальной книжной серии, у Спиллейна уже выработался стандартный сценарий завязки сюжета: кого-то из близких Майку людей убивают, Майк клянётся на крови погибшего, что отомстит, после чего берёт правосудие в свои руки, несмотря на слабые протесты со стороны его знакомого полицейского, капитана Пата Чемберса. Когда вдруг выясняется, что виновной в убийстве является любимая им женщина, он восклицает: «Приговариваю тебя к смерти», после чего, не дрогнув, расстреливает её прямо в упор и произносит какую-нибудь гадость в качестве эпитафии. В 1996 году вышла последняя книга оригинальной серии про Хаммер, «Чёрная аллея». Литературный обозреватель Джеймс Поук отмечает в рецензии, что в этой книге «многое уже не то, что было раньше, но, к счастью, Спиллейн подал к столу всё то же горячее блюдо».
Автором за полвека было опубликовано всего 13 книг о приключениях Майка Хаммера. Ещё 3, написанные в соавторстве с писателем мистико-детективного жанра Максом Алланом Коллинзом, вышли после смерти Спиллейна и на русском языке не издавались. В 80-х Спиллейн говорил Коллинзу о том, что существуют ещё несколько рукописей приключений Майка Хаммера, которые писатель придерживал до той поры, пока у него не появится соответствующее настроение выпустить их. При условии, конечно, что это настроение у него вообще появится. Своей жене Спиллейн дал указания после его смерти передать рукописи неопубликованных работ «хаммерианы» Коллинзу, тот знает, что с ними делать.
Коллинз, которому Спиллейн поручил распоряжаться своими рукописями, заявил в интервью «New York Times», что этих рукописей «множество», включая два незаконченных романа. В июле 2011 года им было объявлено о намерении опубликовать в 2012—2014 гг. ещё ряд произведений из цикла приключений Майка Хаммера, которые Спиллейн бросил на стадии черновика или же написал, но не публиковал по тем или иным причинам. Коллинз назвал это своего рода «посмертным партнёрством». Права на публикацию уже приобрело британское книжное издательство Titan Books. Первой в ряду произведений, запланированных к печати в мае 2012 года, стоит «Сударыня, извольте умереть!», составленная из неопубликованных фрагментов первой и второй книг — «Суд — это я» и «Мой револьвер быстр». Далее идёт триллер, разворачивающийся во времена Холодной войны, «Комплекс 90», который должен выйти в мае 2013 г., и пока что последней из запланированных станет «Король Полей» в мае 2014 года.
Современный российский литературный критик Леонид Семенихин утверждает, что Хаммер по-прежнему остаётся самым популярным героем американских детективов.

## Экранизации и сценические постановки
Несмотря на то, что показ первого фильма о Хаммере «Суд — это я» (1953) с Биффом Эллиотом в главной роли состоялся на популярном в те годы «трёхмерном» экране, Спиллейна явно не устраивало исполнение роли Майка Хаммера на экране. Спиллейну не по душе были и сами фильмы, которые выпускал британский продюсер Виктор Сэвилл. Как полагает друг и соавтор Спиллейна, Макс Коллинз, Хаммер приелся своему создателю точно так же, как Конан Дойль устал от своего Шерлока Холмса. Известно, что Спиллейн угрожал «прикончить» Хаммера в одной из последующих книг, если Сэвилл не добьётся исполнения роли, которое устраивало бы Спиллейна. По словам Леонида Семенихина, «убить» Хаммера, Спиллейн, несмотря на его громкие заявления, на самом деле и не пытался.
«Кинопроба на Майка Хаммера», опубликованная в «Male» в июле 1955 года, появилась как результат надежд Спиллейна найти устраивающего его актёра на роль Майка Хаммера, когда Виктор Сэвилл собирался снимать фильм «Целуй меня насмерть». Спиллейн написал текст кинопробы, сам отрежиссировал и поставил её. Майка Хаммера сыграл приятель писателя Джек Стенг, хотя в фильме эта роль досталась Ральфу Микеру, Стенг всё же предстал в роли персонажа, очень напоминающего собой Хаммера, в ленте «Кольцо страха» — фильме о цирке, где Спиллейн выступил и сценаристом, и актёром (он сыграл самого себя). Спиллейн постарался, чтобы текст кинопробы в максимальной степени напоминал рассказы о Майке Хаммере. Если верить самому Спиллейну, то в этой короткометражке есть всё, что характерно для мини-эпоса о Хаммере, — месть, секс и насилие. Кинокритик Дэйв Кер называет кино с Ральфом Микером «Целуй меня насмерть» (1955) «самым нуарным из всего нуара».

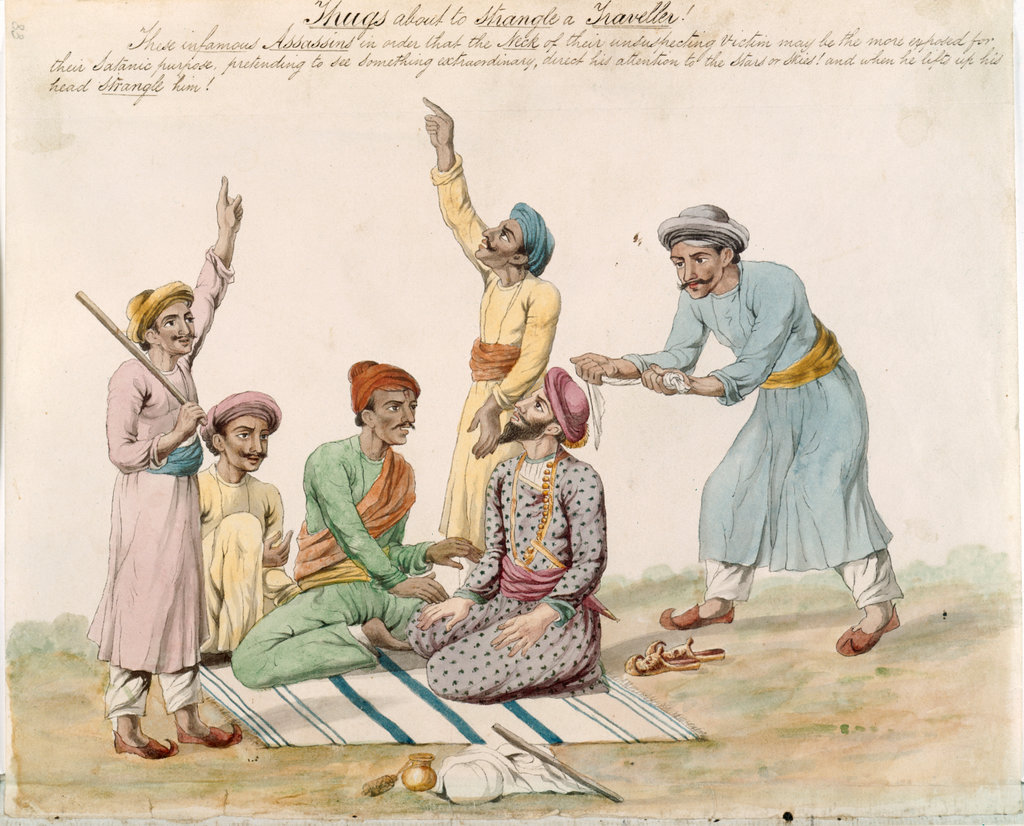
Туги

Книгу, по которой был поставлен фильм, Кер именует «отъявленным мусором», литературного Хаммера он причисляет к «тугам», Микера же он называет «бродвейским саженцем» на лос-анджелесской почве, а как результат актёрской работы, Майк Хаммер в его исполнении — это, по мнению Кера, низкое и подлое животное, сорвавшееся с цепи в незнакомую ему культурную среду. Французский журнал о кино Cahiers du cinéma набросилось на режиссёра Роберта Олдрича, назвав того первым режиссёром атомного века, — в фильме присутствует «ядерная паранойя», характерная для некоторых кинофильмов Холодной войны, снятых позже. ««Мальтийский сокол» — это просто рафинированный отлов стервятников после просмотра фильма Олдрича» — шутил по этому поводу кинокритик и писатель Стивен Холден, отметив также, что Майк Хаммер в исполнении Микера — это тот же Марлон Брандо в молодости, только более крепкий, коротко стриженый и совершенно бездушный. Отдельно следует упомянуть вышедший в 1953 году мюзикл «Театральный фургон», в одном из эпизодов которого, как отметил популярный кинообозреватель «New York Times» Босли Краузер, за основу взят Спиллейн, что видно из названия эпизода «Балет — Охота на девушку».
Фильм «Охотники на девушку» (1963) со Спиллейном в роли Хаммера был снят в Англии. Актёр сумел убедительно передать чувства и настроения своего героя после семи лет запоя, в котором пребывал Майк после известия о гибели его верной секретарши Вельды. Когда появилось известие о том, что Вельда, скорее всего, жива, Майк немедленно прекратил возлияния и начал крушить всё на своём пути к освобождению Вельды. В фильме, как отмечает обозреватель популярного киноресурса «Rotten Tomatoes» Хал Эриксон, присутствует характерный для Хаммера образ действий, в частности — прибивание врагов гвоздями к полу, но это, как пишет Эриксон, ещё цветочки, по сравнению с тем, что ожидает вдову сенатора, предавшую мужа и Соединённые Штаты. Несмотря на всемирную известность, для большинства голливудских продюсеров Спиллейн слыл слишком вульгарным и провокационным писателем, потому фильмы, основанные на его романах, хоть и нельзя назвать «второсортными», однако под «первый сорт» они тоже не попадали, в них снимались актёры не первой величины, и съёмочные бюджеты были сравнительно скудными. Осенью 1980 года на музыку Сая Коулмэна и слова Майкла Стюарта был написан бродвейский мюзикл «О, Микель» (англ. Oh, Mikel), сценарий к которому также написал Спиллейн.
Примечательно, что тенденция перехода доминирующей роли от полицейских к частным лицам уже обозначилась в детективных произведениях того времени, и киностудией ГДР «Deutsche Film AG» с небольшим опозданием был создан эрзац-ответ импульсивному беззаконнику Майку Хаммеру в исполнении Даррена МакГэвина — по-немецки педантичный блюститель закона, частный детектив Вебер в исполнении Вернера Тельке, фильмы о приключениях которого были призваны заменить Хаммера в Советском Союзе и за «Железным занавесом» в целом.

Стейси Кич, самый известный исполнитель роли Хаммера. Сыграл роль Майка Хаммера в телефильмах и сериалах, в общей сложности, 75 раз. По мнению большинства телекритиков, он является довольно «мягкой» версией литературного Хаммера, при этом самым обаятельным из всех актёров, игравших его. «Малость бракованный, зато милый», — как пишет про него редактор телевизионного раздела Amazon.com Сэм Грехэм.
За спиной — верная черноволосая Вельда — актриса Таня Робертс (телефильм «Убей меня, убей себя»)

В 1981 году вышел фильм «Поле для убийства» с Кевином Добсоном в главной роли. Телекритик Джон О’Коннор называет игру Кевина Добсона впечатляющей, а самого Добсона — молодым Джимми Кэгни. В фильме с Армандом Ассанте «Я сам вершу суд» (1982) телекритик Дженнифер Даннинг особо выделяет понравившиеся ей сцены погони и объём пролитой «кровищи». Игра самого Ассанте, продолжает Даннинг, с одной стороны, подражает Сталлоне, с другой — он почти неотразим в своей манере улыбаться в пол-губы.
Упомянутый выше Дэйв Кер разглядел Майка Хаммера в персонаже Масатоши Нагаси в японском фильме «Самое страшное время моей жизни» (1994) и двух его сиквелах, повествующих о приключениях йокогамского детектива Майки Хамы. По всей видимости, режиссёр Кайдзо Хаяси не стал утруждать себя поисками нового имени для своего персонажа и решил переиначить старое и узнаваемое во всём мире на японский манер, и ненавязчивая отсылка к спиллейновскому Хаммеру появляется в японском фильме четыре или пять раз, отмечает Кер.
В апреле 1983 года на экраны вышел телефильм «Убей меня, убей себя», вскоре переросший в сериал со Стейси Кичем в главной роли, который стал хоть и не самым аутентичным, зато самым известным исполнителем роли Хаммера на экране. Американский телевизионный критик Джеймс Уолкотт, описывая для «New York Magazine» этот телефильм, отмечает, что герой Кича показан в виде доброго болвана, оказавшегося в стране, которую захлестнули грязь и порок, — и что сталось с нравственностью и с уважением к флагу? — спросит Хаммер, прежде чем пуститься в озлобленные монологи о жизни и упадке нравов. Телекритик Джон Леонард в своей рецензии на первый сезон телесериала «Майк Хаммер», написанной также для «New York Magazine», сериал называет абсурдным. Тем не менее, убеждён Леонард, люди, создававшие сериал, в душе любят Майка — они хотели бы быть такими же, как Хаммер, но не могли, потому что никто этого не может. Хаммера в исполнении Стейси Кича, несмотря на то, что в сериале он показан с болтающимся галстуком, вечно теряющим свой пистолет и не расстающимся со своими фирменными плащом и шляпой даже в постельных сценах, Леонард называет просто превосходным, особенно убедительным выглядит взгляд искоса, которым Майк измеряет своих клиентов и бандитов. Дж. О’Коннор считает Стейси Кича в роли Хаммера более мрачным и угрожающим, во многом благодаря его «неснимаемой» фетровой шляпе и фирменному плащу, который тот не меняет на пальто, даже когда над Нью-Йорком идёт снег.
4 апреля 1984 года Стейси Кич был задержан лондонской полицией в аэропорту Хитроу с пакетом кокаина на сумму $7500. Примечательно, что его секретарша Дебра Стил, подобно хаммеровской Вельде, была настолько предана своему шефу, что и сама перевозила кокаин на ту же сумму, и была арестована вместе с ним. Сумма залога, заплаченная в итоге ради временного освобождения актёра и его секретарши до суда, составила $100 100. По этой причине, а не из-за падения рейтинга зрительских симпатий, как это обычно бывает, съёмки сериала на некоторое время прекратились. За время «отсутствия» Майка Хаммера его место на канале «CBS» заняли сериалы о приключениях других частных сыщиков — Перри Мейсона и Филипа Марлоу. Тем не менее, сериал со Стейси Кичем пользовался популярностью в США, и в конце 90-х было снято двадцать шесть серий продолжения. Писатель Ли Сервер отмечает, что сериал с Кичем в главной роли сподвиг Спиллейна выйти из творческой спячки и вновь сесть за печатную машинку. Благодаря этому в 1989 году, после почти двадцатилетнего перерыва, вышел новый роман о приключениях Майка Хаммера «Уничтожитель».
В послеперестроечной России и на постсоветском пространстве сериал особым успехом не пользовался. Эксперт-американист Александр Торбин в одном из своих интервью заявил, что сериалы «Майк Хаммер» с «Нэшем Бриджесом» не пользуются популярностью среди зрительской аудитории российского телевидения. По словам Торбина, против любого венесуэльского сериала все вместе взятые американские сериалы просто «отдыхают».
| Книги из серии приключений Майка Хаммера                                                                                         |                      |             |                   |
| Русское название | Название в оригинале | Год издания | ISBN              |
| «Суд — это я» | I, the Jury          | 1947        | 5-7019-0023-1     |
| «Мой револьвер быстр» | My Gun is Quick      | 1950        | 5-87056-056-X     |
| «Месть — моё личное дело / Месть — моё право»                                                                                    | Vengeance Is Mine!   | 1950        | 5-7720-0832-3     |
| «Одинокой ночью» | One Lonely Night     | 1951        | 5-253-00753-9     |
| «Большое убийство» | The Big Kill         | 1951        | 5-7001-0027-4     |
| «Поцелуй меня страстно» | Kiss Me, Deadly      | 1952        | 5-8300-0017-2     |
| «Охотники за девушкой» | The Girl Hunters     | 1962        | 5-8300-0031-8     |
| «Тень змеи» | The Snake            | 1964        | 5-7794-0061-X     |
| «Тварь» | The Twisted Thing    | 1966        | 5-85210-083-8     |
| «Любители тел» | The Body Lovers      | 1967        | 5-87466-002-X     |
| «Шанс выжить — ноль!» | Survival… Zero!      | 1970        | 5-8300-0015-6     |
| «Уничтожитель» | The Killing Man      | 1989        | 5-87466-001-1     |
| «Чёрная аллея» | Black Alley          | 1996        | 5-699-10873-4     |
| Книги, написанные в соавторстве с Максом Коллинзом, изданные после смерти Спиллейна и не публиковавшиеся русскими издательствами |                      |             |                   |
| «Голиафова кость» | The Goliath Bone     | 2008        | 978-1-849-16144-2 |
| «Большой взрыв» | The Big Bang         | 2010        | 978-1-849-16041-4 |
| «Поцелуй её на прощание» | Kiss Her Goodbye     | 2011        | 978-0-151-01460-6 |
| Книги, запланированные к публикации издательством «Титан»                                                                        |                      |             |                   |
| «Сударыня, извольте умереть!» | Lady, Go Die!        | 2012        |                   |
| «Комплекс 90» | Complex 90           | 2013        |                   |
| «Король Полей» | King of the Weeds    | 2014        |                   |

| Фильмы о приключениях Майка Хаммера         |                               |                  |
| Название фильма                             | Год выхода в прокат           | В роли Хаммера   |
| «Суд — это я»                               | 1953                          | Бифф Эллиот      |
| «Театральный фургон»                        | 1953                          | Фред Астер       |
| «Майк Хаммер»                               | 1954                          | Брайан Кит       |
| «Кольцо страха»                             | 1954                          | Джек Стенг       |
| «Кинопроба на Майка Хаммера»                | 1955                          | Джек Стенг       |
| «Целуй меня насмерть»                       | 1955                          | Ральф Микер      |
| «Мой револьвер быстр»                       | 1957                          | Роберт Брэй      |
| «Охотники на девушку»                       | 1963                          | Микки Спиллейн   |
| «Поле для убийства»                         | 1981                          | Кевин Добсон     |
| «Я сам вершу суд»                           | 1982                          | Арманд Ассанте   |
| «Убей меня, убей себя»                      | 1983                          | Стейси Кич       |
| «Смертельная иллюзия»                       | 1987                          | Билли Ди Уильямс |
| «У кого какие версии?»                      | 1988                          | Марк Кристенсен  |
| «Умри со мной»                              | 1994                          | Роб Эстес        |
| «Самое страшное время моей жизни»           | 1994                          | Масатоши Нагаси  |
| «Лестница в далёкое прошлое»                | 1995                          | Масатоши Нагаси  |
| «Капкан»                                    | 1996                          | Масатоши Нагаси  |
| Телесериалы                                 |                               |                  |
| «Майк Хаммер»                               | 1957—1959                     | Даррен МакГэвин  |
| «Майк Хаммер» и «Возвращение Майка Хаммера» | 1984—1985 1986—1987 1997—1998 | Стейси Кич       |
| «Кувалда»                                   | 1986—1988                     | Дэвид Раш        |
| Документальные фильмы                       |                               |                  |
| «Микки Спиллейн Майка Хаммера»              | 1998                          | 1998             |

.

## В изобразительном искусстве
Образ Хаммера неоднократно использовался в изобразительном искусстве. В конце 1960-х — начале 1970-х гг. голландским художником Ренье Люкассеном был написан ряд картин в стиле новой фигурации, изображающих Майка Хаммера в интимной обстановке (в настоящее время они хранятся в Стеделек-музее современного искусства в бельгийском Генте). Данные картины, по мнению голландского искусствоведа Руди Фукса, являются примером многогранности, которую Люкассен желал видеть в своих работах.
Кроме Люкассена, чёрно-белые картины из хаммеровского цикла, выполненные акриловой краской, вышли в середине 1970-х гг. из-под кисти немецкого художника неоэкспрессиониста А. Р. Пенка (хранятся в Художественном музее г. Базеля). Данным картинам свойственны жирные линии, арабески и пиктографические мотивы, — отмечает нью-йоркский искусствовед Джон Яу, — сочленённые из разных фрагментов, картины передают восприятие их автором своего бытия, изоляцию и страх перед окружающим миром, его творческий криз. Из более современных, в рисовании Хаммера был замечен лос-анджелесский карикатурист Дэйв Джонсон (2006).
Особняком стоят работы калифорнийского художника-иллюстратора Джеймс Авати, которым в 1950-х — 1960-х гг. создавались обложки к бестселлерам о Хаммере. Примечательно, что «девочкой с обложки» часто выступала его собственная дочь — Александра Авати, которой, по её словам, эта работа не очень нравилась; а неизменный пистолет из-за кадра держал он сам. Работа над книгами Спиллейна была не по душе и самому Авати. «От них воняло», — признался он тридцать лет спустя. «И за что мне только перепала эта работёнка?» — сокрушался он по этому поводу.

## Литературная критика

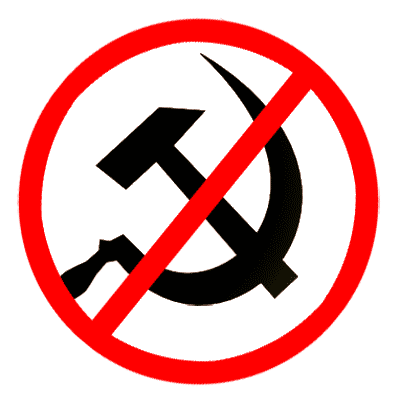
Один из антикоммунистических символов

Популярность романов о приключениях Хаммера пришлась на пиковые десятилетия Холодной войны, не в последнюю очередь, из-за страстной поддержки Майком популярного в ту пору маккартизма и его призывов беспощадно уничтожать коммунистов. В конце одного из романов Хаммер удовлетворённо констатирует: «Сегодня я перебил больше народа, чем у меня пальцев на руках. Я стрелял в них хладнокровно, смакуя каждую минуту. Это были коммуняки». Книги и рассказы Спиллейна в СССР и странах соцлагеря не публиковались, а в публицистике постоянно осуждались как пример окончательного разложения буржуазной литературы, поэтому персонаж Хаммера был известен в очень узких литературных кругах, в основном среди литературоведов-американистов. Соответственно, запрет распространялся и на популярный телесериал о приключениях Хаммера. При этом, разгромная критика была не только в социалистических странах. Американские критики признавали, что существование такого героя как Хаммер — это прямая угроза демократическому строю.
Леонид Семенихин в своей статье для журнала «Коммерсантъ Власть» отмечает, что Майк Хаммер — это зеркало общественных настроений. В качестве примера Семенихин приводит роман «Одной одинокой ночью», когда в самый разгар Холодной войны Спиллейн, сожалея, что не может заставить своего героя отправиться в Кремль и уничтожить там как можно больше коммунистов, находит выход и противопоставляет Хаммеру группу советских агентов в США, которых супергерой в конце книги расстреливает из автомата. Такое же мнение разделяет лауреат пулитцеровской премии Дэвид Хальберстам, который считает, что переключение Хаммера с разношёрстных проходимцев и гангстеров на шпионов и политических предателей в годы Холодной войны было связано не с ура-патриотизмом самого Майка, а с нарастающими антисоветскими настроениями внутри американского общества, на которые быстро сориентировался его создатель — Микки Спиллейн. Самого же Хаммера Хальберстам признаёт самым «жёстким» парнем в бульварной литературе 50-х гг., а других персонажей Спиллейна, которых тот создавал в перерывах между написанием книг о Хаммере, он называет доппельгангерами последнего.

### В соцстранах
Одна из самых ранних советских рецензий произведений Спиллейна, и, вероятно, самая первая советская рецензия на Майка Хаммера, принадлежит советскому философу, доктору философских наук Марии Исааковне Петросян. В своей статье она обращает внимание на то, что «основными героями» американской художественной литературы того периода стали морально разложившиеся подонки, провокаторы, убийцы, сутенёры, воры, проститутки, шизофреники, предатели. Петросян акцентирует внимание на том, что Спиллейн был в то время одним из самых модных американских писателей. При этом Петросян деликатно обходит то обстоятельство, что в своей книге «Одинокая ночь» Спиллейн призывает беспощадно убивать коммунистов. Петросян, дабы отсечь лишнюю критику (шёл 1955 год), заменила в своей статье слово «коммунистов» словом «радикалов».
Автор около дюжины книг о произведениях американских писателей, советский литературовед Морис Мендельсон называл Микки Спиллейна «пресловутым» писателем, характерным явлением для американского детективного жанра. Мендельсон считал, что задача Спиллейна как автора была внушить читателю чувство страха. И сыщик Майк Хаммер, с присущим ему садизмом и распутством, с этим успешно справляется — ему доставляет удовольствие убивать, калечить, терзать. Мендельсон также обращает внимание на названия книг Спиллейна — «Месть — моё личное дело», «Суд — это я», «Большое убийство» — из них одних, по словам Мендельсона, уже ясно видно, что Спилейн отошёл от классической детективной традиции, где сыщик выступал в роли защитника справедливости, а явил читающему миру детектив как воплощение жестокости, жажды уничтожения. В своей критике Мендельсон приходит к выводу, что жестокость Хаммера является не просто продолжением жестокости американского общества, а скорее даже её зеркалом.
Обозреватель журнала «Спутник кинозрителя», советский киновед Ромил Соболев, весьма критически характеризует произведения Спиллейна, а Хаммер, по Соболеву, это — тупое, злобное и похотливое животное, убивающее и насилующее всех подряд. Сын Р. Соболева, автор рецензий и статей о советском и зарубежном кино Евгений Соболев солидарен в своём мнении с отцом и через десять лет после оного повторяет его слова на страницах журнала «Дон». При этом отдавая должное таланту Дэшела Хеммета, Соболев-младший обращает внимание на то, что Хэммет своими жестокими романами, по сути дела, открыл дорогу Микки Спиллейну, герой которого никакие головоломки следствия не решает, а выбивает признания кулаками и рукояткой пистолета. От Хаммера, от этого «молотка», — пишет Е. Соболев, — был всего шаг до пресловутого флеминговского Джеймса Бонда — агента «с правом на убийство».
Известный чешский писатель и драматург Людвик Ашкенази, давая свою рецензию ранним приключениям Майка Хаммера, переключается на его автора, называя Спиллейна оголтелым реакционером и мракобесом, который смеет величать себя писателем, и самим названием своего романа — «Суд — это я» — провозглашает торжество самосуда и неписаное «право» шпика Хаммера и его единомышленников самолично вершить правосудие, проповедуя тем самым необузданный произвол и беззаконие. Немецкий поэт и литературный критик, министр культуры ГДР Йоханнес Бехер называет книги Спиллейна злобными излияниями и сетует на сверхпопулярность карманной серии «Signet», выпускаемой под эпиграфом «Хорошая книга для каждого», в результате чего Хаммером, в одинаковой степени были увлечены одновременно преподаватели высших школ и домохозяйки. Бехер отмечает что Спиллейн как явление, говорит о состоянии современных американцев больше, чем целая полка социально-психологических исследований: «Никакая степень образованности не является защитой от этого увлечения, так как Хаммер вводит свои каннибальские секс-вакцины с дьявольской меткостью именно в то место, где у каждого законопослушного обывателя таится инстинкт пещерного человека, запертый в тюрьму условностей, но отнюдь не захиревший». Где в действие вступает Майк Хаммер, там, по словам Бехера, отпадают, как старая штукатурка, достижения гуманистического разума. Одновременно Бехер обличает литературных «пособников» Спиллейна — его издателей. Эмигрировавший из Гамбурга в США издатель Спиллейна Курт Енох в своё время оправдывался: «Я ведь не могу существовать только Конантом и Гомером». По мнению Бехера, Еноха как и всех его коллег по ремеслу, привело на эту стезю пособничества литературным отбросам то неверное убеждение, что можно спасти хорошие книги, продавая плохие, и при этом быть спасителем культуры. Особо печальным, по мнению Бехера, является тот факт, что первое же издание «Большого убийства» вышло тиражом два миллиона экземпляров — на тот момент самым большим тиражом со времён открытия Гутенбергом книгопечатания. И уже через месяц потребовалось второе издание — ещё 350 тысяч экземпляров.

### В США
Роберт Олдрич, режиссёр самого известного фильма о Майке Хаммере, считал этого персонажа «циничным фашистом». Американский профессор Джеймс Нэремур отмечает, что литературные критики атаковали Микки Спиллейна и его альтер эго. Критики характеризовали Хаммера как женоненавистника и расиста, воинствующего пролетария, который несёт суровое наказание коммунистическим предателям и сладострастным дамам. Нэремур называет похождения Хаммера откровенно порнографическими. Он считает романы о Хаммере содержащими в себе много литературных приёмов, использовавшихся ранее как Хэмметом, так и Чендлером, но и тот, и другой в своих произведениях пытались вскрыть глубинные проблемы американского общества. У Спиллейна всего этого нет, зато есть архетипичная, кристаллизованная «мужицкость», с которой его Хаммер подходит к делу. Профессор английской литературы при университете им. Уильяма Хосфры Лео Гурко, резко негативно отозвавшись о Сэме Спейде и назвав его самовлюблённым эгоистом, даёт в целом довольно нейтральную оценку Хаммеру, признавая при том, что от произведений Спиллейна «несёт» насилием, а литературное мастерство там и рядом не ночевало. Его репутация «народного мстителя» вселяла в американского читателя презрение к власти и общественным институтам как таковым, пишет профессор Маршан. А его манера действий — всегда в одиночку и без какого-либо раскаяния за содеянное — была, по убеждению Маршана, призвана сеять смуту в умах рядовых американцев. Для последних Хаммер и явил собою некоего квази-спасителя и псевдо-заступника в одном лице.
Про отрицательный образовательный потенциал книг о приключениях Хаммера высказался в 1959 г. известный американский эксперт в области образования и развития молодёжи Фредерик Мейер. Мейер, в частности, отметил, что этому способствуют перевёрнутые с ног на голову ценности в романах о Хаммере — его жестокость не наказывается, а наоборот, вознаграждается, подавая тем самым пагубный сигнал молодёжи: делай как Хаммер, и тебе за это ничего не будет. Мейер, вероятно первым из всех критиков, сравнил Хаммера с эсесовскими надсмотрщиками в гитлеровских «лагерях смерти». Эту идею подхватил американский литературный критик Р. Ф. Шоу, который в своей статье для прогрессивного журнала «Мейнстрим» обоснованно отметил, что книги Спиллейна и ряда его подражателей — новейших американских «мастеров» детектива — отражают важнейшие черты породившего их общества в бо́льшей мере, нежели, к примеру, произведения Артура Конан-Дойля. Личная беззастенчивая жестокость Майка Хаммера, как отметил Шоу, является органической частью жестокости общества, из которого он вырос. И все личные качества в сумме уравнивают Хаммера в его моральной низости с гитлеровскими эсесовцами.
Литературный обозреватель журнала «Life» Ричард Джонстон — один из первых журналистов, бравших интервью у Спиллейна о создании его самого известного персонажа, — называет Хаммера раздевательно-стреляющей машиной, которая потребляет много спиртного, вообще никогда не думает головой и при всём при этом является лидером продаж — ходячим бестселлером. Американский писатель-конспиролог Роберт Аллен Бейкер совместно с криминологом, проректором Кентуккского университета, доктором Майклом Нитцлем, изучив всю подноготную «хаммерианы», приходят к заключению, что Майк Хаммер, вероятно, является самым известным экземпляром литературы в стиле «кровь и кишки наружу». Профессор Р. Гейл, систематизировавший биографию Хаммера, называет того просто: садистом и бабником.

Спиллейн на Девятой авеню, около закусочной «Эмеральд» (1961 год). Верхний Вест-Сайд, мрачный день, моросящий дождь — типичная обстановка романов «хаммерианы». Спустя тридцать лет не изменился ни внешний вид, ни манеры Спиллейна, и встретив его тремя авеню западнее, коренной обитатель Манхэттена Питер ДеМарко узнаёт в нём того самого Хаммера из романов 1960-х

Американский исследователь Джон Кавелти подметил присутствие в романах Спиллейна элементов религиозного фанатизма. Кавелти считает что Спиллейн внёс в детектив настроения, связанные с популярными евангелическими традициями средних классов в Америке. И не случайно, что эти традиции господствуют во многих социальных идеях Спиллейна: деревенское любопытство к сложностям городской жизни, ненависть к расовым и этническим меньшинствам, амбициозное отношение к женщине. Помимо всего, у него присутствует чувство, возникшее из горячей ненависти к миру как к греховному и продажному, что объединяет Спиллейна с евангелической традицией.
Учитель актёрского мастерства в одной из манхэттенских школ Питер ДеМарко, сам будучи коренным нью-йоркцем и большим поклонником творчества Спиллейна, обращает внимание на непрекращающийся моросящий дождь в романах Спиллейна, который заставляет его персонажей постоянно находиться в каких-то питейных заведениях Вест-Сайда. Перечитывая Спиллейна, — продолжает ДеМарко, — невольно испытываешь удовольствие за подвиги Майка Хаммера. По словам ДеМарко, женщины пристают к Хаммеру как краски к холсту, а «плохие парни» боятся его больше, чем электрического стула. Встретив Спиллейна на Шестом авеню, ДеМарко отмечает выделяющийся на фоне жителей Нью-Йорка внешний вид писателя, а именно плащ-дождевик и широченные как сам Бродвей плечи, и склоняется к мысли, что Майк Хаммер является альтер эго своего создателя в такой же степени, как Грязный Гарри для Клинта Иствуда. В ходе беседы с ДеМарко, разгуливая по нью-йоркским магазинам, Спиллейн не преминул прокомментировать длинные волосы своего собеседника и саму его фамилию, сказав, что он видит персонажа с такой фамилией, который быстро получает свой заслуженный нокаут и уходит со сцены, на что ДеМарко ответил, что просто мечтает быть убитым в одном из эпизодов его новой книги. Персонаж Хаммера, по мнению ДеМарко, вобрал в себя черты героев, воплощённых на киноэкране Джоном Уэйном, Джонни Вайсмюллером и Эдвардом Робинсоном.
Обозреватель «New York Times» Ричард Северо, узнав о смерти его автора Микки Спиллейна в июле 2006 года назвал Майка Хаммера героическим, но садистским детективом, который расчистил себе пулями дорогу сквозь гущу самых жестоких книг конца 40-х и 50-х гг. Сам Спиллейн называл похождения Майка Хаммера «жвачкой» американской литературы, смеялся над литературной критикой, не воспринимая её всерьёз, заявляя в частности, что пишет для широкой публики, а не для критиков, и не скрывая, что пишет рассказы о Хаммере лишь тогда, когда остро нуждается в деньгах. «Для меня не существует поклонников — только потребители», — признался он в одном из интервью.

### В России
Профессор кафедры всемирной литературы филологического факультета МПГУ, член Союза писателей России Евгений Жаринов утверждает, что как раз с появлением первых романов Микки Спиллейна в жанр «крутого детектива» прочно входит и закрепляется тема мести индивида обществу. Именно благодаря этой теме, по мнению Жаринова, на свет появляется частный сыщик по имени Хаммер. Методы Хаммера, как отмечает Жаринов, жестоки и незаконны. Во многих случаях он просто напоминает читателям садиста и психопата. Но при всей своей, казалось бы, парадоксальности новоявленный герой Спиллейна, может быть исключительно добропорядочен и строго придерживается всех моральных норм американского общества. Более того, продолжает Жаринов, Спиллейн пытается придать своему Хаммеру черты библейского героя, что подтверждает название второго романа, которое есть не что иное, как перефраз ветхозаветных строк. В романах о Хаммере, убеждён Жаринов, перед читателями открывается явное отрицание всякого христианского смирения, на смену которому возвращается более древний жизненный принцип: око за око, зуб за зуб. Этот принцип, по мнению Жаринова, полностью соответствует примитивным читательским вкусам американской публики — в Хаммере рядовой американский читатель видит нового героя-освободителя. Здесь Спиллейном использован приём весьма характерный для так называемой массовой культуры, — обращение к архаичному типу мышления, то есть такому, который содержится в народных сказаниях, мифах и сказках. Умело манипулируя читательским сознанием, Спиллейн наделяет Хаммера чертами героя волшебной сказки с одним только различием, что у Хаммера вполне реальные и вполне современные мотивы, и мотивы эти вступают в противоречие с законами нравственности, — заканчивает свою мысль Жаринов.
Публицист и критик, автор книг и многих статей по вопросам зарубежной культуры, истории и социологии Юрий Каграманов отмечает, что критики, сталкиваясь с книжками Спиллейна, часто испытывают чувство неловкости, настолько они безвкусны и вульгарны. И если кто-либо из пишущей братии и «снизойдёт» до написания сколь-нибудь серьёзной критики, то, как правило, это будут сугубо академические издания, которые будут анализировать их с той учёной отстранённостью, с какой зоолог берётся изучать самых неприятных гадов. «Суд — это я», — бросает Майк Хаммер и вершит скоропалительно и суд, и расправу, как ему взбредёт на ум. Убивая, он не просто выполняет долг, как он его понимает, а делает это с чувством, со смаком, не скрывая получаемого удовольствия. Каграманов не забывает упомянуть, что аналогичным образом, хотя и на несколько другом уровне, мыслил и сам вдохновитель антикоммунистической истерии сенатор Маккарти. Тем не менее, по словам Каграманова, нужно видеть Хаммера и с другой стороны. Среди литературной критики часто можно встретить мнение о том, что он садист и тому подобное, и на этом обычно ставят точку, как если бы он был убеждённым адептом пресловутого маркиза де Сада. А между тем, отмечает Каграманов, Хаммеру ведь тоже не чужда сентиментальность и даже благостность. Казалось бы, какой сильный контраст с героем хэмметовско-чендлеровского типа. Ведь этот последний вызывает у читателя естественное сочувствие — как-никак с уголовщиной борется. Но такова уж «средняя Америка», — сетует Каграманов, — такова вообще вся внутренне противоречивая мелкобуржуазная среда. Не оставляя позы поборника добродетели и искателя справедливости, Хаммер «под шумок» даёт волю самым отвратительным, присущим ему и его классу, инстинктам. Спиллейн пытается как будто бы припрятать амбивалентность персонажа, подчёркивая его принципиальность, но от этого она, по словам Каграманова, только ещё больше выпирает.
Российский искусствовед Вячеслав Шестаков называет творчество Микки Спиллейна примитивным, рассчитанным на низкие инстинкты чтивом, при помощи которого тот небезуспешно пытался дискредитировать детективный роман. В романах Спиллейна, по мнению Шестакова, присутствует весь спектр анти-ценностей, характерных для «массовой культуры». В них прославляются убийство и насилие, они полны порнографических сцен, причём секс теснейшим образом связан с насилием и жестокостью. Герой детективных романов Спиллейна, Майк Хаммер, в описании Шестакова — циничный, самовлюблённый, грубый детектив, лишённый интеллекта и полагающийся только на свою силу, по Шестакову, Хаммер — это двоюродный брат Джеймса Бонда. Он грубый человек, который без колебания прибегает к насилию и даже убийству. Характерно, по мнению Шестакова, что в романах Спиллейна довольно часто встречаются и открыто антисоветское содержание, нетерпимость по отношению к расовым меньшинствам. В своих романах Микки Спиллейн — ярый защитник американизма. Если Чендлер видел истоки зла в традиционной американской жажде наживы, то для Спиллейна всё зло заключается в мировом коммунистическом заговоре против Америки. С этим связаны и антисоветизм, наглядно проявляющийся во многих его романах, и злобная подозрительность, с которой Хаммер относится ко всему иностранному. Романы Спиллейна, продолжает Шестаков, — это наиболее яркий образец худших сторон буржуазной «массовой культуры» — садизма, порнографии, реакционной политической философии. А стандартная реакция Хаммера на коммунистов, по словам Шестакова, есть не что иное, как обыкновенный американский фашизм.

## Сравнение с другими персонажами
Советские писатели детективной литературы Василий Аксёнов, Овидий Горчаков и Григорий Поженян в своей совместной работе, классике советского детектива, стилизованной под зарубежный приключенческий боевик, — шпионском романе «Джин Грин — неприкасаемый» — в самом начале книги, устами одного из ключевых персонажей романа — друга главного героя, авантюриста по имени Лот, выражают своё отношение к Майку Хаммеру и его создателю и одновременно делают рекламу Джеймсу Бонду:
Микки Спилэйн и его Майк Хаммер для таксистов, Агата Кристи для бабушек нашего среднего класса, Ян Флеминг для элиты.Гривадий Горпожакс «Джин Грин — неприкасаемый»
В контексте «соперничества» Майка Хаммера с Джеймсом Бондом небезынтересно будет привести также мнение Феликса Светова, который, несмотря на видимый лоск последнего, отдаёт преимущество Хаммеру. Какая разница, что у англичанина Флеминга всё выглядит изысканнее и изящнее, чем у американца Спиллейна, какая разница, что Джеймс Бонд не частный сыщик Майк Хаммер, большей частью имеющий дело с подонками, утешающий всяких падших и заблудших бабёнок и охотящийся за заурядными бандитами в джунглях большого города, а агент «на секретной службе её Величества», игрок и спортсмен, чьи похождения разворачиваются в фешенебельных казино и ресторанах, а дамы попадаются даже из самого высшего общества? — вопрошает Светов. Интеллектуальный процесс — разгадка тайны, традиционно считавшейся нервом детектива не только у Конан-Дойля и Агаты Кристи, но и у Сименона, — странным образом у Флеминга исчезает вовсе. Если Майк Хаммер ещё кое-как ведёт расследование — пусть с помощью кулаков вместо логики и интуиции, то Бонд вообще этим не занимается. Враг умнее? Тем хуже для него! По словам Светова, «светские» романы Флеминга ещё ближе к типу «триллер», чем грубая порнография Микки Спиллейна. Бонд не рассуждает, не сопоставляет, не умозаключает — он борется.
Профессор Р. Маршан среди общих черт, роднящих этих персонажей, отмечает презрение к женщине, даже несмотря на то, что у Хаммера оно проявляется в более открытой, незавуалированной форме — в насилии и садизме при обращении с женщинами. Джеймса Бонда и созданный Хью Хефнером образ беспринципного, похотливого извращенца — читателя журнала «Плейбой» — Моршан называет мутантами-наследниками Майка Хаммера.

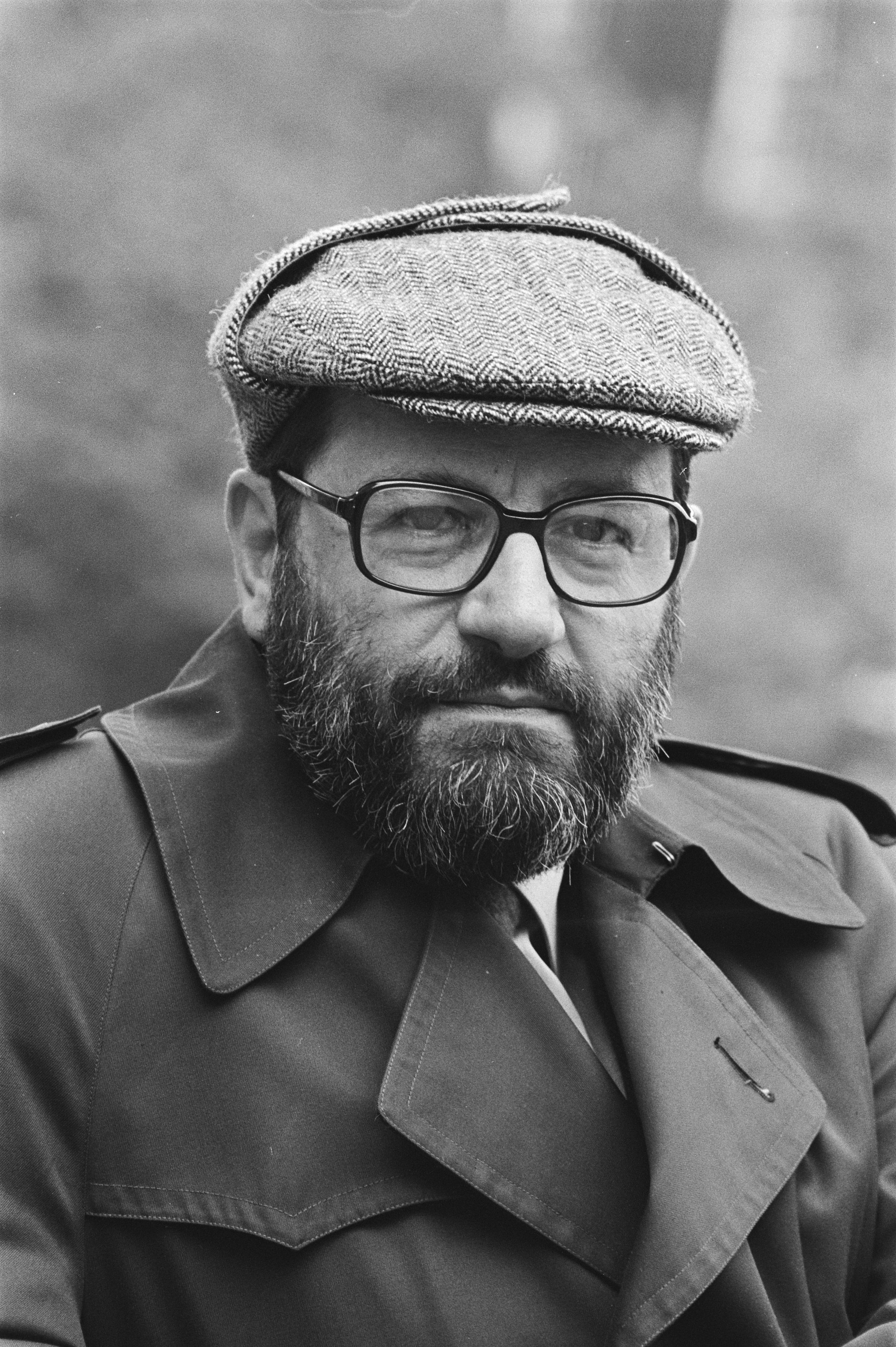
Умберто Эко

Итальянский писатель Умберто Эко утверждает, что, читая похождения «007», просто нельзя не видеть влияния Спиллейна. Сиюминутные интрижки Бонда с его подружками имеют тенденцию превращать любовь в ненависть, а нежность — в неистовую ярость, точно так же, как и в отношениях Хаммера с женским полом, который он глубоко презирает. На обоих персонажей заметно повлияло первое их убийство, совершённое ещё в молодые годы, так, Бонда преследует образ японского шифровальщика, застреленного им на тридцать шестом этаже небоскрёба «Эр-си-эй» с сорокового этажа здания напротив. Здесь, по словам Эко, прослеживается чёткая и неслучайная параллель с Хаммером, которого вот так же преследуют военные воспоминания его юности, когда в джунглях им был застрелен японский ребёнок. Разница состоит лишь в большем эмоциональном участии со стороны Хаммера, ведь убийство от рук Бонда, совершённое по личному приказу самого «М», носит своего рода рутинно-бюрократический характер, в то время как Хаммер убивает без чьего-либо приказа, в более эмоциональном состоянии.
Именно с воспоминаний о первом убийстве, а именно — об убийстве японца (в случае Хаммера — ребёнка, в случае Бонда — взрослого человека), начинаются психическое расстройство Майка Хаммера, его садомазохизм и, возможно, даже проблемы полового характера, оттуда же берёт начало и невроз у Джеймса Бонда. Единственным важным отличием двух персонажей является то, что нервное расстройство Бонда могло повлиять на продаваемость книг о нём далеко не в лучшую сторону, и Флеминг, как утверждает Эко, скрыл невроз своего героя от широкой публики, что, в свою очередь, сильно повлияло на структуру повествования одиннадцати книг о приключениях агента «007» и, в не меньшей степени, на их коммерческий успех. Сгруппировав общность признаков двух, на первый взгляд, разных персонажей, Эко отдаёт пальму первенства Флемингу в концентрации «литературного яда», которым, по словам Эко, буквально пропитаны его произведения. В этом с ним, в определённой степени, не соглашается научный сотрудник Нью-Йоркского университета Стивен Шиффер, утверждая что персонаж Бонда более известен в мире, нежели персонаж Хаммера.
Венгерский литературовед Тибор Кестхейи считает, что даже сыщику с крепкими кулаками типа Майка Хаммера находится достойная роль в мистерии детективного жанра: он мстящий бич божий. Как Сэм Спейд и Филип Марлоу, Майк Хаммер ведёт расследование гангстерскими методами. Диалог, а равно и обращённый к читателю монолог Майк Хаммер считает одинаково излишними — он ограничивается простым сообщением фактов, а с противниками разговаривает ударами кулаков и пинками. Но не в пример Хэммету и Чендлеру, Спиллейн — автор «жёсткой школы» — искажает пуританскую твёрдость, угловатость заменяет зверством, цинизмом, порочностью, и в этом пункте он преступает границы детектива и бульварщины. Его писания, согласно Кестхейи, — халтура, китч, литературная грязь. «И куда мы ушли от тонких догадок Джейн Марпл, доброго, но проницательного взгляда патера Брауна!?», — вопрошает Кестхейи. Помимо романов Спиллейна, будет трудно где-либо ещё отыскать образец стиля более унизительной бульварщины, вернее представляющей противоположность самой сути детектива, отрицающей всякие духовные требования, — заключает Кестхейи.
Персонажем, более популярным, чем Фрэнни и Зуи, и, возможно, даже, чем Родион Раскольников, называет Хаммера литературный обозреватель Гай Тализи в своём обзоре, посвящённом выходу в свет романа «Охотники за девушкой». По мнению профессора Е. В. Жаринова, «традиционный» герой «крутого детектива» в романах Росса Макдональда и Джона Макдональда, наоборот, выступает как открытый противник всякого насилия, скорее всего, именно как реакция на возрастающую жестокость и насилие в книгах Спиллейна. По словам Юрия Каграманова, Майк Хаммер суммируется примерно из тех же слагаемых, что и психопатический расист Перси Гримм Уильяма Фолкнера. Он призван охранить добропорядочный буржуазный дом, когда под ним уже заколебалась почва, и потому обитатели его утратили самообладание, и «бесстыдная свирепость» Перси Гримма становится для них делом оправданным, обычным.
Писатель Дон Пендлтон сам признал, что Майк Хаммер послужил основой для создания им Мака Болана по прозвищу «Палач» — ветерана Вьетнамской войны, объявившего войну мафии, которая развернулась на страницах более чем 700 книг, вышедших общим тиражом свыше двух миллионов экземпляров. Созданный Клинтом Иствудом кинематографический персонаж Грязного Гарри также во многом был заимствован от Майка Хаммера, — заметил британский американист, профессор лондонского Университета Мидлсекс Клайв Блум.
Израильский литературовед Даниэль Клугер обращает внимание на то, что когда речь заходит о характерном для классического детектива герое-одиночке, это вовсе не означает, что он непременно должен быть дилетантом, любителем, непрофессионалом. Вовсе нет, — возражает Клугер, — почти все герои детективов «золотого века» именно профессионалы. Перри Мейсон — действующий адвокат, Эркюль Пуаро — бывший полицейский, вот и Майк Хаммер из той же плеяды. В этой связи небезынтересными, для сравнения вымышленной реальности с действительностью, были бы отзывы той части литературоведов, которые сами когда-то занимались сыском.

## Отзывы профессионалов сыска
Американский писатель и литературный критик Джо Горс, сам в прошлом более десятка лет проработавший на должностях частного сыщика и сборщика долгов, сравнивая образы Хаммера и хэмметовского безымянного «сотрудника», отмечает скрупулёзность, с которой «сотрудник» дни и ночи напролёт занимается конторской работой. «Сотрудник» изучает документы, по нескольку раз перечитывает уже проштудированные полицией записные книжки, ищет в них какие-либо зацепки, находит определённые закономерности. Размышляя об этой способности «сотрудника», Горс задаётся вопросом: а занялся бы Хаммер подобным? Горс так отвечает на свой вопрос: нет, конечно, хотя именно это, по утверждению Горса, и составляет основной объём работы частного сыщика. Для примера, Горс возвращается в свои молодые годы, когда свою первую неделю работы на «L. A. Walker Company» он провёл в безуспешных поисках и разъездах по адресам должников, не прочитав предварительно бумаг, где значилось, что один из них уж полгода как на кладбище, где его и обнаружил в итоге Горс, сделав для себя вывод, что прежде чем за кем-то очертя голову устремиться, неплохо бы удостовериться в физическом существовании объекта поиска.

## Издания на русском языке
| Название книги или сборника                                                | Содержащиеся произведения (для сборников)                                               | Год  | Место издания       | Издательство                 | Перевод на русский                    | ISBN              |
| -------------------------------------------------------------------------- | --------------------------------------------------------------------------------------- | ---- | ------------------- | ---------------------------- | ------------------------------------- | ----------------- |
| Серия мастеров детективного жанра «Фемида». в шести томах                  | «Я сам вершу свой суд»                                                                  | 1991 | Ташкент, Узбекистан | Информцентр Уз РО СФК        |                                       |                   |
| Серия мастеров детективного жанра «Фемида». в шести томах                  | «Тварь»                                                                                 | 1991 | Ташкент, Узбекистан | Информцентр Уз РО СФК        | 5-640-01103-3                         |                   |
| Серия мастеров детективного жанра «Фемида». в шести томах                  | «Охотники за девушкой», «Большое убийство», «Месть — моё ремесло»                       | 1991 | Ташкент, Узбекистан | Информцентр Уз РО СФК        | 5-86018-033-0                         |                   |
| Серия мастеров детективного жанра «Фемида». в шести томах                  | «Змея»                                                                                  | 1991 | Ташкент, Узбекистан | Информцентр Уз РО СФК        | 5-640-011-39-4                        |                   |
| Серия мастеров детективного жанра «Фемида». в шести томах                  | «Мой револьвер быстр»                                                                   | 1991 | Ташкент, Узбекистан | Информцентр Уз РО СФК        | 5-7855-0047-8                         |                   |
| «Тварь»                                                                    | «Тварь»                                                                                 | 1991 | Москва, Россия      | «Асмадей»                    | В. Баканов, Д. Ришард, Г. Косов       | 5-7121-0128-9     |
| «Суд — это я»                                                              | «Суд — это я»                                                                           | 1991 | Москва, Россия      | Центр СКИП                   |                                       | 5-86686-001-5     |
| «Империя смерти», книга первая                                             | «Мой револьвер быстр», «Месть — моё личное дело», «Большое убийство», «Любители тел»    | 1991 | Москва, Россия      | «Недра»                      | А. Цветков                            | 5-247-03106-7     |
| «Империя смерти», книга вторая                                             | «Охотники за девушкой»                                                                  | 1991 | Москва, Россия      | «Недра»                      | А. Цветков                            | 5-247-03107-5     |
| «Любители тел»                                                             | «Любители тел»                                                                          | 1992 | Москва, Россия      | Центр СКИП                   |                                       | 5-87466-002-Х     |
| «Большое убийство»                                                         | «Большое убийство»                                                                      | 1992 | Москва, Россия      | Центр СКИП                   | 5-87466-006-Х                         |                   |
| «Тварь»                                                                    | «Тварь»                                                                                 | 1992 | Москва, Россия      | «Орбита»                     |                                       | 5-85210-083-8     |
| «Шанс выжить — ноль!»                                                      | «Я — правосудие», «Мой револьвер быстр», «Шанс выжить — ноль!»                          | 1992 | Москва, Россия      | «Прометей»                   |                                       | 5-8300-0015-6     |
| «Поцелуй меня страстно»                                                    | «Тварь», «Любители тел», «Поцелуй меня страстно»                                        | 1992 | Москва, Россия      | «Прометей»                   | 5-8300-0017-2                         |                   |
| «Охотники за девушкой»                                                     | «Большое убийство», «Охотники за девушкой»                                              | 1992 | Москва, Россия      | «Прометей»                   | 5-8300-0031-8                         |                   |
| «Сладкий запах смерти»                                                     | «Охотники за девушкой»                                                                  | 1992 | Москва, Россия      | «Информ»                     |                                       | 5-87136-001-7     |
| «Суд — это я»                                                              | «Суд — это я», «Тварь», «Змея»                                                          | 1992 | Запорожье, Украина  | Изд-во «Российская культура» |                                       | 5-7019-0023-1     |
| Серия «Криминальные истории»                                               | «Мой револьвер быстр»                                                                   | 1992 | Москва, Россия      | АСПОЛ                        |                                       | 5-87056-056-X     |
| Серия «Криминальные истории»                                               | «Большая охота», «Змея»                                                                 | 1992 | Москва, Россия      | АСПОЛ                        | 5-87056-053-5                         |                   |
| «Месть — моё личное дело»                                                  | «Мой револьвер быстр», «Месть — моё личное дело»                                        | 1992 | Москва, Россия      | «Центрполиграф»              |                                       |                   |
| «Кровавый рассвет»                                                         | «Я сам — суд», «Поцелуй меня страстно»                                                  | 1992 | Москва, Россия      | «Центрполиграф»              | 5-7001-0007-X                         |                   |
| «Большое убийство»                                                         | «Большое убийство», «Охотники за девушкой»                                              | 1992 | Москва, Россия      | «Центрполиграф»              | 5-7001-0027-4                         |                   |
| «Остросюжетный детектив», выпуск 18-й                                      | «Змея»                                                                                  | 1992 | Москва, Россия      | «Фемида»                     | Е. Сиденко                            | 5-86810-027-1     |
| «Кровавый круг»                                                            | «Месть — моё право»                                                                     | 1992 | Москва, Россия      | Renaissance                  |                                       | 5-8396-0043-1     |
| Зарубежный детектив в восьми книгах. Книга вторая                          | «Я — суд»                                                                               | 1992 | Москва, Россия      | Ассоциация «Чёрный круг»     |                                       | 5-87974-066-X     |
| «Я гангстер»                                                               | «Мой револьвер быстр»                                                                   | 1993 | Москва, Россия      | Центр СКИП                   |                                       | 5-87466-007-5     |
| «Шанс выжить — ноль»                                                       | «Любители тел», «Шанс выжить — ноль»                                                    | 1993 | Москва, Россия      | «Центрполиграф»              |                                       | 5-7001-0056-8     |
| Серия «Супердетектив»                                                      | «Тварь», «Змея», «Любители тел»                                                         | 1993 | Киев, Украина       | «Молодь»                     | С. Голик                              | 5-7720-0833-1     |
| Серия «Супердетектив»                                                      | «Месть — моё личное дело», «Суд — это я», «Целуй меня страстно», «Шанс выжить — ноль»   | 1993 | Киев, Украина       | «Молодь»                     |                                       | 5-7720-0832-3     |
| «Тварь»                                                                    | «Мой револьвер быстр», «Тварь», «Шанс выжить — ноль»                                    | 1993 | Москва, Россия      | «Амальтея»                   | В. Баканов, Д. Ришард, Г. Косов       | 5-7121-0128-9     |
| «Змея»                                                                     | «Змея»                                                                                  | 1993 | Москва, Россия      | «Амальтея»                   |                                       | 5-7121-0153-X     |
| «Отряд палачей»                                                            | «Мститель», «Змея»                                                                      | 1993 | Минск, Беларусь     | «Белая Русь»                 |                                       | 5-86728-097-9     |
| «Микки Спиллейн. Романы» в пяти книгах                                     | «Суд — это я», «Тварь», «Змея»                                                          | 1993 | Харьков, Украина    | «Прапор»                     |                                       | 5-7766-0556-3     |
| «Микки Спиллейн. Романы» в пяти книгах                                     | «Шансов выжить — ноль», «Месть — моё личное дело»                                       | 1993 | Харьков, Украина    | «Прапор»                     | 5-7766-0557-1                         |                   |
| «Микки Спиллейн. Романы» в пяти книгах                                     | «Целуй меня страстно», «Любители тела»                                                  | 1993 | Харьков, Украина    | «Прапор»                     | 5-7766-0582-2                         |                   |
| «Кровавый рассвет»                                                         | «Охотники за девушкой», «Тварь»                                                         | 1993 | Москва, Россия      | АСПОЛ                        |                                       | 5-87056-055-1     |
| «Дымящийся пистолет»                                                       | «Одинокой ночью», «Я — суд присяжных»                                                   | 1993 | Москва, Россия      | Edition Q                    | И. Дорофеев, А. Клименко              | 5-253-00753-9     |
| «Я сам — суд присяжных»                                                    | «Я — суд присяжных», «Без видимых причин»                                               | 1994 | Москва, Россия      | «Диамант»                    |                                       |                   |
| «Шансов выжить — ноль», «Месть — моё личное дело», «Любители тела», «Змея» | «Шансов выжить — ноль», «Месть — моё личное дело», «Любители тела», «Змея»              | 1994 | Москва, Россия      | «Бакай»                      | И. Каневская                          | 5-88627-033-7     |
| «Суд — это я», «Тварь»                                                     | «Суд — это я», «Тварь»                                                                  | 1994 | Москва, Россия      | «Бакай»                      | И. Каневская                          | 5-88627-034-5     |
| «Большое убийство», «Охотники за девушками»                                | «Большое убийство», «Охотники за девушками»                                             | 1994 | Москва, Россия      | «Бакай»                      | И. Каневская                          | 5-88627-035-3     |
| «Дымящийся пистолет»                                                       | «Большая охота», «Тварь»                                                                | 1994 | Москва, Россия      | «Пресса»                     | Л. Барменков, Л. Васильева, А. Тюрин  | 5-253-00804-7     |
| Серия «Фантакрим-extra»                                                    | «Суд — это я»                                                                           | 1995 | Минск, Беларусь     | «Эридан»                     |                                       | 5-85872-316-0     |
| Серия «Фантакрим-extra»                                                    | «Мой револьвер быстр», «Шанс выжить — ноль»                                             | 1996 | Минск, Беларусь     | «Эридан»                     | 5-85872-317-9                         |                   |
| Серия «Фантакрим-extra»                                                    | «Путь к сердцу мужчины»                                                                 | 1996 | Минск, Беларусь     | «Эридан»                     | 5-85872-318-7                         |                   |
| Серия «Фантакрим-extra»                                                    | «Любители тел»                                                                          | 1996 | Минск, Беларусь     | «Эридан»                     | 5-85872-319-5                         |                   |
| Серия «Фантакрим-extra»                                                    | «Кровавый круг»                                                                         | 1996 | Минск, Беларусь     | «Эридан»                     | 5-85872-320-5                         |                   |
| Серия «Фантакрим-extra»                                                    | «Тварь»                                                                                 | 1996 | Минск, Беларусь     | «Эридан»                     | 5-85872-321-7                         |                   |
| Серия «Фантакрим-extra»                                                    | «Охота на девушку», «Змея»                                                              | 1996 | Минск, Беларусь     | «Эридан»                     | 5-85872-322-5                         |                   |
| «Мой убийца»                                                               | «Ночь одиночества»                                                                      | 1996 | Москва, Россия      | «Центрполиграф»              | С. Лукавченко                         | 5-218-00180-5     |
| «Я умру завтра»                                                            | «Змея»                                                                                  | 1997 | Москва, Россия      | «Центрполиграф»              |                                       | 5-218-00551-7     |
| «Майк Хаммер»                                                              | «Я — правосудие», «Мой револьвер быстр», «Игра по-крупному», «Змея»                     | 1998 | Москва, Россия      | «Армада»                     | В. Баканов, В. Клименко, А. Герасимов | 5-7632-0655-Х     |
| «Микки Спиллейн. Полное собрание сочинений»                                | «Я сам вершу суд», «Ночь одиночества»                                                   | 1998 | Москва, Россия      | «Центрполиграф»              | П. Рубцов, Е. Лукавченко              | 5-227-00185-5     |
| «Микки Спиллейн. Полное собрание сочинений»                                | «Мой револьвер быстр», «Месть — моё личное дело»                                        | 1998 | Москва, Россия      | «Центрполиграф»              | П. Рубцов                             | 5-227-00217-7     |
| «Микки Спиллейн. Полное собрание сочинений»                                | «Большое убийство», «Целуй меня страстно»                                               | 1999 | Москва, Россия      | «Центрполиграф»              | П. Рубцов                             | 5-227-00235-5     |
| «Микки Спиллейн. Полное собрание сочинений»                                | «Охотники за девушкой», «Змея»                                                          | 1999 | Москва, Россия      | «Центрполиграф»              | П. Рубцов                             | 5-227-00262-2     |
| «Большая охота»                                                            | «Большая охота», «Тварь»                                                                | 1999 | Москва, Россия      | «Вече»                       | Л. Барменков, Л. Румянцева            | 5-7838-0538-6     |
| «Микки Спиллейн. Собрание сочинений»                                       | «Большая охота», «Тварь»                                                                | 2001 | Москва, Россия      | Терра-Книжный клуб           | Л. Барменков, Л. Румянцева            | 5-275-00020-0     |
| «Большая охота»                                                            | «Большая охота»                                                                         | 2001 | Москва, Россия      | «Вагриус»                    | Л. Барменков                          | 5-264-00709-8     |
| «Тварь»                                                                    | «Тварь»                                                                                 | 2002 | Москва, Россия      | «Стрекоза-Пресс»             | Л. Румянцева, Л. Барменков            | 5-94563-263-5     |
| «Мой револьвер быстр», «Большая охота», «Тварь»                            | «Мой револьвер быстр», «Большая охота», «Тварь»                                         | 2003 | Москва, Россия      | «Рипол-классик»              | Г. Анджапаридзе                       | 5-7905-1769-2     |
| «Очередь для убийства»                                                     | «Очередь для убийства», «Целуй меня страстно», «Охотники за девушкой»                   | 2003 | Москва, Россия      | «Центрполиграф»              | П. Рубцов                             | 5-9524-0419-7     |
| «Мой убийца»                                                               | «Змея», «Любители тела»                                                                 | 2003 | Москва, Россия      | «Центрполиграф»              | П. Рубцов, А. Ганько                  | 5-9524-0586-X     |
| «Месть — моё личное дело»                                                  | «Мой револьвер быстр», «Месть — моё личное дело»                                        | 2003 | Москва, Россия      | «Центрполиграф»              |                                       | 5-9524-0398-0     |
| «Дельта-фактор»                                                            | «Одна одинокая ночь»                                                                    | 2003 | Москва, Россия      | «Центрполиграф»              | С. Павловская                         | 5-9524-0686-6     |
| «Я, гангстер»                                                              | «Извращённая штучка»                                                                    | 2004 | Москва, Россия      | «Центрполиграф»              | М. Потапова                           | 5-9524-0758-7     |
| «Шанс выжить — ноль»                                                       | «Шанс выжить — ноль»                                                                    | 2004 | Москва, Россия      | «Центрполиграф»              | И. Мансуров                           | 5-9524-0808-7     |
| «Большая охота»                                                            | «Большая охота», «Тварь»                                                                | 2004 | Москва, Россия      | «Вече»                       |                                       | 5-9533-0349-1     |
| «Чёрная аллея»                                                             | «Чёрная аллея»                                                                          | 2005 | Москва, Россия      | «ЭКСМО»                      | Н. Рейн                               | 5-699-10873-4     |
| «Шанс выжить — ноль»                                                       | «Ночь одиночества», «Целуй меня страстно», «Любители тел», «Шанс выжить — ноль»         | 2009 | Москва, Россия      | «ЭКСМО»                      | С. Лукавченко, П. Рубцов, А. Ганько   | 978-5-699-34550-2 |
| «Большое убийство»                                                         | «Я сам вершу суд», «Мой револьвер быстр», «Месть — моё личное дело», «Большое убийство» | 2009 | Москва, Россия      | «ЭКСМО»                      | П. Рубцов                             | 978-5-699-33881-8 |
| «Я сам вершу суд»                                                          | «Я сам вершу суд»                                                                       | 2010 | Москва, Россия      | «ЭКСМО»                      | П. Рубцов                             | 978-5-699-42742-0 |
| «Целуй меня страстно»                                                      | «Целуй меня страстно»                                                                   | 2010 | Москва, Россия      | «ЭКСМО»                      | П. Рубцов                             | 978-5-699-45121-0 |
| «Ночь одиночества»                                                         | «Ночь одиночества»                                                                      | 2010 | Москва, Россия      | «ЭКСМО»                      | П. Рубцов                             | 978-5-699-44016-0 |
| «Мой револьвер быстр»                                                      | «Мой револьвер быстр»                                                                   | 2010 | Москва, Россия      | «ЭКСМО»                      | П. Рубцов                             | 978-5-699-43297-4 |
| «Месть — моё личное дело»                                                  | «Месть — моё личное дело»                                                               | 2010 | Москва, Россия      | «ЭКСМО»                      |                                       | 978-5-699-43296-7 |
| «Любители тел»                                                             | «Любители тел»                                                                          | 2010 | Москва, Россия      | «ЭКСМО»                      | А. Ганько                             | 978-5-699-45120-3 |
| «Большое убийство»                                                         | «Большое убийство»                                                                      | 2010 | Москва, Россия      | «ЭКСМО»                      | П. Рубцов                             | 978-5-699-44015-3 |
| «Я сам вершу суд»                                                          | «Я сам вершу суд»                                                                       | 2011 | Москва, Россия      | «ЭКСМО»                      | П. Рубцов                             | 978-5-699-48081-4 |
| «Месть — моё личное дело»                                                  | «Месть — моё личное дело»                                                               | 2011 | Москва, Россия      | «ЭКСМО»                      | П. Рубцов                             | 978-5-699-48498-0 |
| «Большое убийство»                                                         | «Большое убийство»                                                                      | 2011 | Москва, Россия      | «ЭКСМО»                      | П. Рубцов                             | 978-5-699-48077-7 |
| «Ночь одиночества»                                                         | «Ночь одиночества»                                                                      | 2011 | Москва, Россия      | «ЭКСМО»                      |                                       | 978-5-699-50045-1 |

Первые русскоязычные книги о приключениях Майка Хаммера вышли в серии из шести томов «Фемида» в 1991 году, опубликованных ташкентским филиалом Советского фонда культуры. Каждый том выпускался тиражом по 100 тыс. экземпляров, как в своё время произведения популярных советских писателей. Впоследствии, произведения о похождениях Майка Хаммера многократно и ежегодно переиздавались уже в самой России и в странах СНГ на протяжении двадцати лет с момента первой публикации. Единственным периодом, когда они не издавались были 2006—2008 гг., но, начиная с 2009 года и по настоящее время, крупное российское издательство художественной литературы «Эксмо» продолжает переиздавать произведения о приключениях Майка Хаммера. Тем не менее, как отмечает литературный критик Абрам Рейтблат, с конца 1990-х интерес к книгам Спиллейна, а равно Кристи и Чейза, несколько поостыл, и читающая российская публика большей своей частью переключилась на произведения отечественных детективных писателей.